# Antikrist (opera)
Antikrist är en opera av Rued Langgaard. 
Det är Langgaards enda opera, komponerad 1921-23 och omarbetad 1926-30. Trots åtskilliga försök från tonsättarens sida, fick verket sitt uruppförande först 1999 i Innsbruck i Österrike, många år efter Langgaards död. Konsertant hade det dock framförts redan 1940. I dag räknas det som Langgaards huvudverk, det är medtaget i Danmarks kulturkanon och det blev som den första danska operan inspelat på dvd 2002.

## Bakgrund
Den första versionen av Antikrist gjordes färdigt 1923 och skickades in till Det Kongelige Teater samma år. Den refuserades flera gånger på grund av censur.
Tonsättaren påbörjade en ny version år 1926. Texten, som till stor del var det övervägande skälet till avslaget skrevs om radikalt. Denna version gjordes färdigt år 1930, efter att Langgaard försökte igen få den uppsatt på Det Kongelige. Det hjälpte inte alls; det blev avslaget och skickades in om igen år 1935, återigen var texten föremål för kritik.
Langgaard var ganska mer framgångsrikare med att få verket uppfört av Danmarks Radio av dirigenten Launy Grøndahl 1940. Trots det framfördes inte operan förrän år 1980 av Danmarks Radiosymfoniorkestret under Michael Schønwandts ledning. Den första inspelningen gjordes1988 av Ole Schmidt med Sjællands/Tivolis Symfoniorkestret (numera Copenhagen Philharmonic).
Antikrist fick sitt sceniska urpremiär 1999 på Tiroler Landestheater Innsbruck på initiativ av den danske dirigenten Niels Muus. Tre år senare sattes den upp i Danmark i samarbete med Danmarks Radio och Det Kongelige Teatret med Thomas Dausgaard och regin stod för Staffan Valdemar Holm som uppfördes på Ridningshuset vid Christiansborg och släpptes ut på DVD in 2005 på danska märket Da Capo Records.Den 3 september 2015 uppfördes kyrkoperan Antikrist för första gången enligt Langgaards anvisningar för regi och scenografi (bl.a. med levande gasflammor). Framförandet ägde rum i Ribe domkyrka, således i den kyrka där Langgaard var organist. Solister, Ribe Kammerkor, Esbjerg Koncertkor och Sønderjyllands Symfoniorkester stod för framförandet under ledning av Thomas Dausgaard. Som en kuriositet kan nämnas att Guds röst i operans avslutning framfördes från predikstolen av biskopen i Ribe Elof Westergaard, iförd dansk præstekjole. 